# HTRA2
HTRA2 (انگلیسی: HtrA serine peptidase 2) با نامِ کاملِ «سرین پپتیداز HTRA2 میتوکندریایی» یک آنزیم است که در انسان توسط ژن «HTRA2» کُد می‌شود.
ژن کدکنندهٔ این آنزیم، ۸ اگزون دارد و بر روی کروموزوم ۱۲ واقع است.
این آنزیم در فرایند «آپوپتوز وابسته به کاسپاز» و همچنین بیماری پارکینسون دخیل است و در پاتوژنز سرطان و برخی بیماری‌هایی نورودژنراتیو نقش دارد.
شواهد قابل‌اعتماد و محکمی برای نقش این ژن در ایجاد سرطان به دست آمده‌است. این آنزیمِ پروتئینی در تعداد گوناگونی از سلول‌های سرطانی تولید می‌شود.